# Прадијелис (Удине)
Прадијелис је насеље у Италији у округу Удине, региону Фурланија-Јулијска крајина.
Према процени из 2011. у насељу је живело 231 становника. Насеље се налази на надморској висини од 357 м.